# Ham Spirit
Der Begriff Ham Spirit (von englisch Ham „Funkamateur“, und spirit „Geist“) bezeichnet einen Ehrenkodex im Amateurfunk. Die 1928 von Paul M. Segal (W9EEA) formulierten Statements sind die älteste Ausformulierung des Ham Spirit.

## Inhalte des Ham Spirit
Funkamateure sollen sich auch international dem Geist der Weltoffenheit, Technikbegeisterung, Toleranz, Menschlichkeit und selbstlosen Hilfsbereitschaft widmen. Ziel und Zweck des Amateurfunkdienstes ist die Wissenschaft und Forschung, Bildung und Erziehung, Völkerverständigung, aber auch die Unterstützung der Behörden beim Aufbau von Nachrichtenverbindungen in Katastrophenfällen.
Nach den Regeln des Ham Spirit agieren die Funkamateure ungeachtet gesellschaftlicher Unterschiede wie Hautfarbe, Sprache, Religion oder politischer Gesinnung des Gesprächspartners. Es werden nach eigenen Angaben weder politische, religiöse, militärische noch kommerzielle Zwecke im Amateurfunkdienst verfolgt.